# Fulvia af Anholt
Le Fulvia af Anholt est une ancienne galéasse danoise de 1898. Ce ketch navigue sous pavillon allemand depuis 1982. Son port d'attache actuel le musée de Flensburg  en  Allemagne

## Histoire
Cette galéasse a été construite sur le chantier J. Koefoed de Faxe Ladeplads au Danemark. Elle a été lancée en 1898, sous le nom de Anna Elisabeth pour le service postal et le transport de passagers sur la ligne Grenå-Anholt.

Puis elle a servi au service postal dans le Cattégat et le transport côtier de fret en mer Baltique.

En 1903, elle est achetée par J.J. Norre à Aggersund. Le navire est rebaptisé Marianne et navigue dans le Limfjord à Lögstör dans le Jutland du Nord.  

En 1918, elle est vendue à S.E. Thulin à Rudkøbing et prend le nom de Rosa. En 1919, son propriétaire installe son premier moteur (un moteur Diesel à 1 cylindre de 35 cv) et, en 1925, un autre de 48 cv.  

Après une carrière mouvementée avec des changements fréquents de propriétaire, de nom (Anna, Gudrun, Allan Juul) et de port d'attache, le navire subit une restauration totale entre 1972 et 1975 au chantier J. Ring-Andersen Skibsværft (de) à Svendborg.

Depuis 1982, il navigue sous pavillon allemand. Après une transformation, il est gréé en ketch. Appartenant à un privé de Cologne, le bateau est situé à quai du Museumshafen Flensburg (de) (Musée de Flensburg .  ).
En 2000, le Fulvia af Anholt est de nouveau entièrement restauré. Il participe régulièrement à de nombreux événements nautiques comme la Rum-Regatta (de), la Hanse Sail de Rostock et de la Kieler Woche.

## Accident
Le 16 juillet 1936, naviguant sous le nom de Gudrun, a commencé à sombrer lors d'une tempête sur une voie d'eau et échoué sur la côte nord-ouest de Livø du Limfjord. L'équipage a utilisé son canot de sauvetage et le navire a été ensuite renfloué.